# 守屋友晴
守屋 友晴（もりや ともはる）は、日本の男性作曲家、アレンジャー、リミキサー、DJ。

## 概要
2000年ごろより日本国内を中心にアジアや欧米等で活動。
ダンスミュージックシーンを先導し、作曲家、アレンジャー、リミキサー、DJなど活躍の場は幅広い。
オープンワールドRPG「原神」の公認クリエイターとしてゲーム内ミュージックのリミックスを数々制作しDAISHI DANCEの共同制作者でもあった。
国内外数々のアーティストの楽曲提供、リミックス等を中心に活動し札幌を拠点にDJとしても活動中。

## 人物
個人情報はあまり明かされておらず謎が多い。

## 来歴・サウンドの特徴
2000年頃より日本国内にて作曲家、アレンジャーとして活動を開始し、2009年にソロユニット「World Sketch」として自らアーティストとして楽曲を発信。
デビューアルバム「Wonderful」でクラブヒットを生み出し、世界中のDJが最新曲をチェックする配信サイトBeatportで「Starlight」がワールドPOPチャート8位をマーク。
その後、World Sketch名義でのメジャーアーティストのリミックス、作詞、作曲、アレンジメントもこなす。
最先端のクラブミュージックと美しい旋律が特徴の独特のピアノは多くのアーティストに影響を与え、BIGBANG、加藤ミリヤ、中島美嘉などの大物アーティストに起用され確固たる作曲家としての地位を確立。
またDJとしても活動の幅を広げており、クラブでのプレイでは彼のカラーとも言える鍵盤を奏でるなど、ハイブリッドDJとしても注目を集め、フロアにはメロディアスなサウンドが流れ、リスナーに至福な空間を創り出している。

## 評価
スタジオジブリのアルバム「the ジブリ set」の編曲を手がける等、数々のアレンジを手がける。
第86回アカデミー賞や数々の賞を総なめにした「アナと雪の女王」の主題歌「Let It Go」のリミックスが世界に認められ、ディズニー公式のリミックスとしてディズニー・モバイルのプリセットソングに選ばれる。
また、芸人のブルゾンちえみがテレビ番組等で大ヒットした「キャリア・ウーマン」のネタの中で使用している曲を本人オースティン・マホーンとコラボレーションした「ダーティ・ワーク」（「Dirty Work Blouson Chiemi Remix 」）の編曲者としても抜擢された。

## これまでに手がけた主なアーティスト名 楽曲

### 作曲
| リリース年 | アーティスト・タイトル                                               |
| 2008年     | BIGBANG「Haru Haru」                                                 |
| 2008年     | BIGBANG「My Heaven」                                                 |
| 2009年     | May J.「旅立つ君に」                                                 |
| 2010年     | SMAP「Are You Smap ?」                                               |
| 2010年     | 中島美嘉「Memory」                                                   |
| 2011年     | RAINBOW「To Me」(アルバム：「SO女（Repackage Edition）」収録）       |
| 2011年     | RAINBOW「Sweet Dream」(アルバム：「SO女（Repackage Edition）」収録） |
| 2011年     | After School 「Shampoo」（アルバム：「Virgin」収録）                 |
| 2014年     | 浜崎あゆみ「What is forever love」                                   |
| 2014年     | MUNEHIRO「ANKORA feat. KENTY GROSS」（アルバム：「Re:1st」収録）     |
| 2014年     | MUNEHIRO「Strong Woman」（アルバム：「Re:1st」収録）                 |
| 2014年     | MUNEHIRO「きらりんスマイルッ★」（アルバム：「Re:1st」収録）          |
| 2014年     | 加藤ミリヤ「Love Forever (DAISHI DANCE REMIX)」                      |
| 2015年     | 吉田兄弟「百花繚乱 (DAISHI DANCE REMIX)」                            |
| 2015年     | Kis-My-Ft2「KIS-MY-WORLD\|ダイスキデス -Remix by DAISHI DANCE-」     |

### REMIX
- 浜崎あゆみ ： 「HEAVEN × DAISHI DANCE
- 倖田來未 ： 「Crazy 4 U [World Sketch Remix]」
- 中島美嘉 ： 「SAKURA~花霞~(DAISHI DANCE) 」
- 東方神起 ： 「どうして君を好きになってしまったんだろう?(World Sketch Remix)」
- 倖田來未 ： 「あなただけが (World Sketch Remix) 」
- キマグレン ： 「Remember (DAISHI DANCE Remix)、Life (DAISHI DANCE Remix)
- 加藤ミリヤ ： 「Love / Affection  (DAISHI DANCE REMIX)」「I miss you」
- TRF  ：　「Happiness Is Here (World Sketch Remix)」
- Ms.OOJA  ：　「BE…(World Sketch Star Piano Remix)」
- DEEP ：「君じゃない誰かなんて~Tejima~(World Sketch Remix)」
- FreeTEMPO ： 「Harmony (Daishi Dance Remix)」
- DOUBLE ： 「SPRING LOVE (DAISHI DANCE P.I.A.N.O. ANTHEM)」
- GTS ： 「Through The Fire Featuring Melodie Sexton (Daishi Dance Dramatic Anthem)」
- Hardsoul ： 「My Life Featuring Ron Carroll (Daishi Dance Remix) 」
- COLDFEET ： 「I Don't Like Dancing (Daishi Dance Remix)」
- AxwellI ： 「Found U (Daishi Dance Remix) 」
- Michael Gray ： 「The Weekend (Daishi Dance House Nation Remix)」
- PAX JAPONICA GROOVE ： 「Ascension (Daishi Dance Remix)」
- ブルゾンちえみ & オースティン・マホーン ： 「Dirty Work Blouson Chiemi Remix 」